# Anne Charles Lebrun

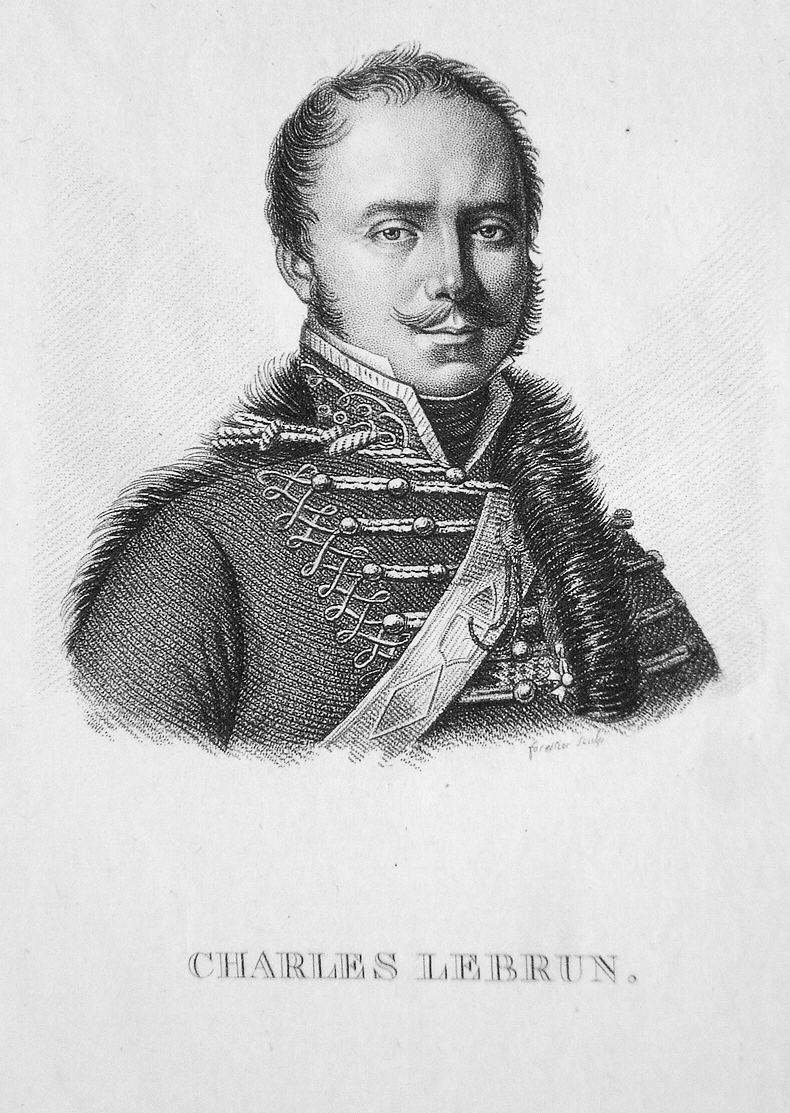
Anne Charles Lebrun

Anne Charles Lebrun (* 28. Dezember 1775 in Paris; † 21. Januar 1859 ebenda) war ein französischer Général de division der Kavallerie.

## Leben
Lebrun war ein Sohn des Konsuls Charles-François Lebrun. Nach dem Staatsstreich des 18. Brumaire VIII begann seine Karriere in der Armee. Bereits nach kurzer Zeit konnte er sich auszeichnen und nach einigen Beförderungen wurde er als Aide-de-camp zu General Louis Charles Antoine Desaix versetzt.
Unter Desaix kämpfte er u. a. in der Schlacht bei Marengo (14. Juni 1800) und war an der Besetzung Österreichs beteiligt. Am 29. November 1802, nach seiner Rückkehr nach Frankreich, heiratete er Sophie de Marbois und hatte mit ihr eine Tochter, Caroline-Elizabeth. Kurz nach der Geburt seiner Tochter trennte er sich von seiner Ehefrau und ließ sich 1831 offiziell scheiden.
Noch als Colonel fungierte er einige Zeit als Aide-de-camp von Napoleon, so in der Schlacht bei Austerlitz.
Am 1. März 1807 wurde er zum Général de brigade befördert, wurde er am 6. Oktober des gleichen Jahres zum Generalinspekteur der Kavallerie ernannt. Es folgte die Teilnahme an der Schlacht bei Eylau und der Schlacht bei Wagram. Ende 1809 war er für die Verteidigung von Antwerpen und die Versorgung von Breda, Bergen op Zoom und weiterer fester Plätze zuständig.
Am 23. Februar 1812 wurde er noch vor dem Beginn des Russlandfeldzuges zum Général de division befördert. Weiterhin wurde er zum Comte de l’Empire (etwa:Reichsgraf) ernannt und erhielt am 3. April 1813 das Großkreuz des Ordre de la Réunion verliehen und wurde am 3. November des gleichen Jahres als Grand officier in die Légion d’honneur aufgenommen. Er wurde zum Befehlshaber 1. und 3. Reservedivision der Grande Armée und am 7. Oktober 1813 zum Gouverneur von Antwerpen ernannt.
Während des Feldzuges in Frankreich 1814 übernahm er am 25. Januar wieder den Posten als Aide de camp von Napoléon.
Mit dem Tod seines Vaters am 16. Juni 1824 erbte Lebrun den Titel duc de Plaisance (Herzog von Piacenza). Zwischen 1853 und 1859 fungierte Lebrun als Grand Chancellier (Großkanzler) der Ehrenlegion.
Im Alter von 84 Jahren starb Anne Charles Lebrun am 21. Januar 1859 in Paris und fand auf dem Cimetière du Père-Lachaise (5. Division) seine letzte Ruhestätte.

## Ehrungen
- 11. Dezember 1803: Chevalier der Ehrenlegion
- 14. Juni 1804: Commandeur der Ehrenlegion
- 23. Februar 1812: Comte de l’Émpire
- 3. April 1813: Ordre de la Réunion
- 3. November 1813: Grand Officier der Ehrenlegion
- 29. April 1833: Großkreuz der Ehrenlegion
- 1853: Grand Chancellier der Ehrenlegion
- 16. April 1853: Médaille militaire
- Sein Name findet sich am westlichen Pfeiler (31. Spalte) des Triumphbogens am Place Charles-de-Gaulle (Paris).